# تپه اطراف شهر سوخته ۲۸۶
تپه اطراف شهر سوخته شماره ۲۸۶ در شهرستان زابل، بخش شیب آب، دهستان لوتک، روستای حومه شهر سوخته، ۱۷/۲۶ کیلومتری جنوب غربی پایگاه باستان‌شناسی شهر سوخته واقع شده و این اثر در تاریخ ۲۳ بهمن ۱۳۸۵ با شمارهٔ ثبت ۱۷۳۰۸ به‌عنوان یکی از آثار ملی ایران به ثبت رسیده است.